# Pudella carlae
Pudella carlae є видом оленів з Перу. У 2024 році було встановлено, що це окремий вид, який від північного пуду географічно відділений западиною Уанкабамба. Це перший живий вид оленів, описаний у 21 столітті.

## Етимологія
Видовий епітет carlae вшановує колегу-біолога Карлу Гаццоло, яка врятувала життя співавтора Хав'єра Барріо після проблеми з судинами.

## Опис
Pudella carlae — кремезний коротконогий олень. Він має 38 сантиметрів у висоту і важить від 7 до 9 кілограмів, що робить його більшим за P. mephistophiles, найменший відомий вид оленевих, але все ж меншим за Pudu puda.
Хутро на тілі грубе, довге та оранжево-коричневе, що відрізняє його від більш темного забарвлення двох інших видів. Голова здебільшого чорна, хоча й не так повно, як у P. mephistophiles, оскільки забарвлення тіла поширюється на чоло. Вуха овальні, контрастують із закругленими вухами P. mephistophiles і загостреними вухами P. puda. Форма різців також відрізняється від інших pudus, бо вони більш лопатчасті, ніж у P. mephistophiles. Череп також відрізняється, будучи більш подовженим, з більшими передщелепною та носовою кістками, ширшою мозковою коробкою та виличною широтою.

## Екологія та поведінка
Pudella carlae харчується папоротями, а також листям і ягодами, в основному з кущів і невеликих дерев, хоча повідомлялося, що він піднімається на похилі стовбури дерев, щоб поїсти їхнього листя.

## Ареал і середовище проживання
Pudella carlae зустрічається на південний схід від западини Уанкабамба в перуанських Юнгах, у хмарних лісах уздовж східного боку перуанських Анд. Він зустрічається в таких областях, як національний парк Ріо-Абісео, національний парк Яначага-Чемілен, національний заповідник Пампа Ермоса, захисний ліс Пуї-Пуї та захисний ліс Альто-Майо. Мешкає на висоті від 1800 до 3300 метрів.